# Les Breuleux
Les Breuleux is een gemeente en plaats in het Zwitserse kanton Jura, en maakt deel uit van het district Franches-Montagnes. Les Breuleux telt 1307 inwoners.

## Geschiedenis
Op 1 januari werd La Chaux-des-Breuleux opgenomen in de gemeente Les Breuleux.

## Geboren
- Blanche Aubry (1921-1986), actrice